# 자오촌
자오촌(蔵王村)은 야마가타현 미나미무라야마군에 있던 촌이다. 현재의 야마가타시 남부와 가미노야마시의 일부에 해당한다.

## 역사
- 1889년 4월 1일 - 정촌제 시행에 의해 미나미무라야마군 핫타촌이 성립하였다.
- 1950년 10월 1일 - 자오촌으로 개칭되었다.
- 1956년 12월 23일 - 야마가타시에 편입해, 동일 자오촌은 폐지되었다.

폐지후 1957년 3월 21일, 야마가타시 중 구촌 지역 일부(자오 카나카메)가 가미노야마시로 편입되었다. 

## 교통

### 철도
촌 지역에 철도 노선이 존재하지 않았지만 오우 본선 가나이역 (현・자오역)이 가장 가까운 곳에 위치했다. 

### 도로
- 국도 제13호선

현재 구촌 지역에는 야마가타 자동차도의 야마가타 가미야마나들목이 있지만, 당시에는 미개통 상태였다. 

## 참고문헌
- 角川日本地名大辞典 6 山形県